# 丹维尔 (阿肯色州)
丹維爾（英語：Danville）是一個位於美國阿肯色州耶爾縣的城市。根據2020年美國人口普查，該地人口為2028人，而該地的面積約為11.21平方千米。該地與達達尼爾同為耶爾縣的縣治。

## 地理
丹維爾的座標為35°03′13″N 93°23′30″W / 35.05361°N 93.39167°W，而該地的平均海拔高度為106米（即348英尺）。